# Edjeleh
Edjeleh est un village de la commune d'In Amenas, dans la daïra d'In Amenas, wilaya d'Illizi, en Algérie, situé près de la frontière avec la Libye. C'est le site d'un important gisement de pétrole.

## Géographie
| Ouargla In Amenas | Zarzaitine (en)    |               |
| Bordj Omar Driss  | Edjeleh            | Sebha         |
| Illizi            | Tarat Ghat (Libye) | Ubari (Libye) |